# Detmar Westhoff
Detmar Jobst Wilhelm Westhoff (* 28. Februar 1966 in Bonn) ist ein deutscher Kunsthistoriker, Kurator und Betreiber einer Agentur für Kunstausstellungen.

## Leben
Detmar Westhoff wurde als Sohn der Kunsthistorikerin Hildegard Westhoff-Krummacher geboren, die am LWL-Museum für Kunst und Kultur in Münster tätig war. Während des Kunstgeschichtsstudiums an der Johann Wolfgang Goethe-Universität Frankfurt am Main begegnete er in einem Seminar dem Lehrbeauftragten und früheren Direktor der Guggenheim Foundation Thomas M. Messer, unter dessen Gastkuratorenschaft an der Schirn Kunsthalle er nach Abschluss des Studiums ebendort seine Tätigkeit aufnahm. Er befasste sich hier schwerpunktmäßig mit Moderner Kunst sowie den Gebieten Kunstsponsoring und Corporate Identity.
Von 2000 bis 2002 begleitete er als Berater der Geschäftsführung die Rudolf-August Oetker-Stiftung in ihrer Gründungsphase in den Bereichen Denkmalpflege und Museumskunstankäufe. Von 2001 bis 2006 baute er in der Kunstsammlung Nordrhein-Westfalen (K20/K21) die Fundraisingabteilung auf.
2006 gründete Westhoff die Agentur für Kunstausstellungen „Westhoff Fine Arts – Exhibition Services“ mit der er Ausstellungen initiiert, co-kuratiert und koordiniert. Schwerpunkte liegen im Bereich der Modernen Kunst, hinzu kommen Ausstellungen in den Bereichen Fotografie, Mode, Modefotografie und Alte Meister. Darüber hinaus vermittelt er Kunstausstellungen und Kunstsammlungen zwischen Europa und Asien. Diese führten zu Kooperationen mit Sammlungen wie dem Städel in Frankfurt, dem Belvedere Museum in Wien, dem Kunsthaus Zürich sowie mit Künstlern wie Andreas Gursky und Thomas Ruff.
Außerdem übernimmt Westhoff Lehraufträge zum Thema Kulturfinanzierung an der Heinrich-Heine-Universität Düsseldorf, der Ruhr-Universität Bochum und der Kunstakademie Münster. Er initiierte Kooperationen zwischen Studenten der Kunstgeschichte und der Berufswelt.

## Ausstellungen (Auswahl)
Initiierte und co-kuratierte Ausstellungen 
- Japans Liebe zum Impressionismus – von Monet bis Renoir, Kunst- und Ausstellungshalle der Bundesrepublik Deutschland, Bonn, 8. Oktober 2015 – 21. Februar 2016
- The Savages of Germany. Die Brücke and Der Blaue Reiter Expressionists, Kumu Art Museum Tallinn, 22. September 2018 – 14. Januar 2018
- Die Wilden – der Expressionismus der Künstler von Brücke und der Blaue Reiter, Museum de Fundatie, Zwolle, 30. April 2016 – 18. September 2016
- Expressionismus-Expressionismi – Berlin-Munich 1905 – 1915 – Der Blaue Reiter vs. Brücke, Pinacothèque de Paris, Paris, 13. Oktober 2011 – 11. März 2012 (Mitglied des Kuratorenkomitees)

 Initiierte und koordinierte Ausstellungen 
- Karl Lagerfeld. Fotografie. Die Retrospektive, Kunstmuseum Moritzburg, Halle a. d. Saale, 8. März 2020 – 6. Januar 2021
- Gustav Klimt – Vienna and Japan 1900, Tokyo Metropolitan Art Museum, 23. April 2019 – 10. Juli 2019
- Hello, My Name is Paul Smith, Dongdaemun Design Plaza, Design Museum, Seoul, 6. Juni 2019 – 25. August 2019
- Alberto Giacometti. Collection Fondation Marguerite et Aimé Maeght, National Art Center Tokyo, 13. Juni 2017 – 4. September 2017
- Thomas Ruff, National Museum of Modern Art Tokyo, 30. August 2016 – 13. November 2016
- Karl Lagerfeld – A visual Journey, Pinacothèque de Paris, Paris, 16. Oktober 2015 – 20. März 2016
- Léonard de Vinci, Il Genio, Zeichnungen aus dem Codex Atlanticus, Pinacothèque de Paris, Paris, 29. Oktober 2015 – 31. Januar 2016
- Masterpieces from the Kunsthaus Zürich, National Art Center Tokyo, 25. September 2014 – 15. Dezember 2014
- Andreas Gursky, National Art Center Tokyo, 3. Juli 2013 – 16. September 2013
- Vermeer Geographer – the Golden Age of Dutch and Flemish painting at the Städel Museum, Bunkamura Museum, Tokyo 2011
- Painting Light – The hidden Techniques of the Impressionists, Wallraf-Richartz-Museum, Köln, Aomori Museum of Art, Japan, 9. Juli 2011 – 10. Oktober 2011

## Ehrenamtliche Tätigkeiten, Mitgliedschaften und Initiativen
Westhoff war von 2006 bis 2019 Vorstandsmitglied der Deutschen Burgenvereinigung e.V. und Vorsitzender der Landesgruppe Rheinland in der Deutschen Burgenvereinigung e.V., ist jetzt deren stellvertretender Vorsitzender und Vizepräsident des Vereins 701 e.V., der sich der Förderung experimenteller junger Künstler widmet. 2009 gründete er mit dem Marketing Club Düsseldorf den Verein Anna Maria Luisa de‘ Medici, der mit der Nadel der Anna Maria Luisa de‘ Medici Unternehmen und Institutionen auszeichnet, die sich in besonderer Weise für die Kunst- und Kulturförderung einsetzen, und dessen Vorstandsvorsitzender er von 2009 bis 2012 war. Er ist Mitglied im Internationalen Museumsrat ICOM und im Deutschen Museumsbund.

## Schriften (Auswahl)
- Die Italienreise von Theobald Rheinhold von Oer. 1837–1839, 2 Bde., Univ., Mag.Arb., Frankfurt am Main 1995.
- Das in der Natur innewohnende Göttliche, in: „DU – Das Kunstmagazin“. Band 72, Heft 823, 2012, S. 74–75.[12]
- Warum die Japaner den Impressionismus lieben, in: Ausst.-Kat. Japans Liebe zum Impressionismus. Von Monet bis Renoir, Bundeskunsthalle, Bonn 2015, S. 234–241.
- Waarom duitsers van expressionisme houden en waarom nederlanders dat ook zouden moeten doen, in: Ausst.-Kat. Wilden - Expressionisme van ‚Brücke‘ en ‚Der Blaue Reiter‘, Museum de Fundatie, Zwolle 2016, S. 148–152.
- Warum die Deutschen den Expressionismus lieben (2017)[13]
- Kojiro Matsukata – Kosmopolit und Philanthrop, in: Ausst.-Kat. Renoir, Monet, Gauguin. Bilder einer fließenden Welt. Die Sammlungen von Kōjirō Matsukata und Karl Ernst Osthaus, Museum Folkwang, Essen 2022, S. 351–361.